# Prononciation de la lettre g en néerlandais
La prononciation de la lettre G varie en néerlandais entre le G doux et le G dur (en néerlandais respectivement zachte G et harde G). Il s'agit d'un phénomène phonologique qui touche le "G" lui-même mais aussi le "CH" dont la prononciation est similaire. Il indique une isoglosse qui se trouve au niveau des grandes rivières (Grote rivieren en néerlandais).
Dans la partie nord de la zone linguistique néerlandaise en Europe, en particulier au nord et à l'ouest des Pays-Bas, ces lettres représentent une consonne vélaire (respectivement [ɣ] et [x]) ou une consonne fricative uvulaire ([χ], le g dur). Toutefois, dans les dialectes du nord, la distinction n'existe plus et les deux sons sont prononcées soit [x] soit [χ]. Dans les dialectes qui confondent le "G" et le "CH", il est encore possible, pour certains locuteurs, de prononcer « g », [ɣ]. 
À l'inverse, dans beaucoup de dialectes du néerlandais présents dans le sud, en particulier dans les provinces du Limbourg et du Brabant-Septentrional aux Pays-Bas, et un peu partout en Flandre, le « g » et le « ch » sont des palatales fricatives (respectivement [ʝ] et [ç]), le g mou.